# Aiteta meterythra
Aiteta meterythra är en fjärilsart som beskrevs av George Francis Hampson 1905. Aiteta meterythra ingår i släktet Aiteta och familjen trågspinnare. Inga underarter finns listade i Catalogue of Life.